# Okres Snina
Snina is een district (Slowaaks: Okres) in de Slowaakse regio Prešov. De hoofdstad is Snina. Het district bestaat uit 1 stad (Slowaaks: Mesto) en 33 gemeenten (Slowaaks: Obec).
Tot 1920 was het district onderdeel van het Hongaarse Comitaat Zemplén.

## Steden
- Snina

## Lijst van gemeenten
| - Belá nad Cirochou - Brezovec - Čukalovce - Dlhé nad Cirochou - Dúbrava - Hostovice - Hrabová Roztoka - Jalová - Kalná Roztoka - Klenová - Kolbasov | - Kolonica - Ladomirov - Michajlov - Nová Sedlica - Osadné - Parihuzovce - Pčoliné - Pichne - Príslop - Runina - Ruská Volová | - Ruský Potok - Stakčín - Stakčínska Roztoka - Strihovce - Šmigovec - Topoľa - Ubľa - Ulič - Uličské Krivé - Zboj - Zemplínske Hámre |

Okres Bardejov · Okres Humenné · Okres Kežmarok · Okres Levoča · Okres Medzilaborce · Okres Poprad · Okres Prešov · Okres Sabinov · Okres Snina · Okres Stará Ľubovňa · Okres Stropkov · Okres Svidník · Okres Vranov nad Topľou